# Off Investigation
Off Investigation est un journal d'investigation français à « 100 % spécialisé dans l'enquête journalistique au long cours ».
Il est créé en octobre 2021 par un groupe de journalistes d'investigation, parmi lesquels Jean-Baptiste Rivoire, ancien rédacteur en chef adjoint de l'émission Spécial Investigation sur Canal +.

## Contexte
La fondation de Off Investigation a lieu un peu avant la production d'un documentaire français de l'ONG Reporters sans frontières, Le Système B, diffusé le 14 octobre 2021, qui alerte sur la censure répétée d'enquêtes dans différents médias du groupe industriel et de services du milliardaire breton Vincent Bolloré,,,,,,,, cette censure visant aussi d'autres médias, par un usage massif des poursuites judiciaires, afin de décourager les enquêtes sur « ses activités africaines », qui « représentent un tiers du chiffre d'affaires » du groupe Bolloré.
Au même moment, Vincent Bolloré est « soupçonné de bâtir un pôle réactionnaire qui s’étend de l’audiovisuel à l’édition » sous la forme d'une « machine de guerre médiatique », en prenant, au début de la campagne pour l'élection présidentielle française de 2022 « comme fer de lance le polémiste vedette Éric Zemmour, dont les obsessions identitaires et anti-islam colonisent le débat public » au motif qu'il réalise une percée dans les différents sondages sur la présidentielle 2022.

## Histoire

### Fondation de Off Investigation
En 2021, Jean-Baptiste Rivoire quitte Canal+ après avoir été rédacteur en chef adjoint de l'émission Spécial Investigation de 2009 à 2016. Quelques mois après, il lance le site d'information indépendant spécialisé dans l'enquête télévisée,,. Dans la foulée, une souscription est ouverte le 11 novembre,.
Off Investigation produit et diffuse sur les réseaux sociaux, mais aussi sur sa chaine YouTube une première série d'investigations indépendante en 9 épisodes de 26 minutes : « Emmanuel, un homme d'affaires à l'Elysée », consacré à la présidence de la République et « les parts d’ombre d'Emmanuel Macron et de son action », en particulier dans le domaine des « conflits d’intérêts » et « financement par des lobbies privés »,.
Refusée par toutes les grandes chaines de télévision (TF1, France Télévisions, Canal+, Arte, M6), ainsi que Netflix et Amazon, « Emmanuel, un homme d'affaires à l'Élysée » a vu son premier épisode[Quoi ?], L'affaire Kohler, le scandale qui menace Macron, diffusé par la chaîne YouTube Blast, fondée par un autre journaliste d'investigation, Denis Robert,.
La série annonce qu'elle est autofinancée par son fondateur Jean-Baptiste Rivoire, puis à partir du 11 novembre 2021 par une campagne de crowdfunding sur la plate-forme KissKissBankBank,, ainsi que par des ventes de DVD et des abonnements de soutien.
L'affaire Kohler, le scandale qui menace Macron, premier épisode de la série, est consacré aux liens entre le secrétaire général de l'Élysée Alexis Kohler et la société Mediterranean Shipping Company (MSC), numéro 2 mondial du fret maritime. Sans être dans les plus visionnés sur YouTube, elle réalise un bon démarrage pour un format investigation en dépassant en quelques jours le million de vues.

## Caractéristiques

### Projet économique et éditorial
Financé par les journalistes fondateurs et le financement participatif via KissKissBankBank, Off Investigation a pour domaines d'enquêtes « les parts d’ombre de la Macronie » concernant des questions d'intérêt général, « conflits d’intérêts, trahisons, dépeçage de l’outil industriel français, affairisme au cœur de l’État, mainmise sur les médias, mise sur la paille des services publics, répression des gilets jaunes ».
Off Investigation est un site d'investigation vidéo en accès libre basé sur l'indépendance du travail des journalistes et qui s'appuie sur un financement participatif. Ses fondateurs estiment que « l'enquête est l’essence même du journalisme ». Selon eux, compte tenu d'un « contexte de pressions et de menaces, il est important de sortir du “système” et de se tourner vers les citoyens ».
Pour Jean-Baptiste Rivoire, ancien rédacteur en chef-adjoint de l'émission Spécial Investigation sur Canal +, la confiance globale du public dans les médias est importante et le manque d'indépendance de ces mêmes médias affaiblit leur crédibilité et affaiblit par ricochet le discours des autorités, par exemple au moment de la pandémie de Covid-19, au moment où la confiance est plus nécessaire que jamais pour faire face aux risques de propagation.
Off Investigation s'est en particulier investi dans la série « Emmanuel, un homme d'affaires à l'Élysée », première série d'investigation indépendante en 9 épisodes de 26 minutes sur la présidence de la République et « les parts d’ombre d'Emmanuel Macron et de son action ».
Le premier numéro est consacré à Alexis Kohler, secrétaire général de l'Élysée, et les suivants travaillent sur les relations spécifiques d'Emmanuel Macron avec les actionnaires de grands médias, selon Jean-Baptiste Rivoire, ainsi que sur la situation à l'hôpital en France, selon Yanis Mahmdi, interviewés dans une émission d'"Arrêts sur images", le site d'information fondé Daniel Schneidermann.
Jean-Baptiste Rivoire, qui a longtemps codirigé Spécial Investigation, souhaite tisser des relations de confiance avec le public, sur le mode de ce qu'a développé le site d'information indépendant Médiapart et estime que la vidéo, le mode de partage le plus utilisé sur Internet, permet de toucher un public plus large et plus diversifié.
Il déplore « qu'il n'y ait plus que France Télévisions pour accueillir le documentaire d'enquête » car sa situation de monopole la met en position de « refuser les documentaires sans craindre que la concurrence ne s'en empare » et mis en avant l'exception de Complément d'enquête, une émission d'investigation de France 2 qui « ne craint pas de gêner les gouvernements en place ».

### Parcours de l'équipe rédactionnelle
Lors du lancement de Off Investigation en novembre 2021, l'équipe est composée de deux journalistes qui travaillent pour la société de production audiovisuelle Premières Lignes, Cécile Dolman et Yanis Mhamdi, qui a aussi été reporter pour la chaîne France 24 au Liban en 2016-2017 puis à Le Média (2017-2019), où il a en particulier effectué le reportage « Algérie : le peuple face au pouvoir » et l'enquête « Don du sang : vers un nouveau scandale ? » reprise par un consortium international de grands médias. Off Investigation emploie aussi Lucile Berland, qui a travaillé comme journaliste depuis 2015 sur des « scandales de pollution industrielle, de dopage dans le sport amateur, les dégâts de la sur-pêche, le business des crèches privées ou les attentats terroristes », pour des émissions comme Cash Investigation, Complément d'enquête, ou Pièces à conviction la web-designeuse Mathilde Rivoire, qui a longtemps travaillé pour le bureau de style Peclers et les Galeries Lafayette, Étienne Milliès-Lacroix, monteur pour différents magazines (Arte Reportage, Envoyé Spécial, l’Effet Papillon, Global Mag, Tous les internets…), le photographe Le DuQ et Jean-Baptiste Rivoire.

### Le nom de Off Investigation
Le nom de Off Investigation rappelle l'émission de Canal+, Spécial Investigation, diffusée de septembre 2002 à juin 2016, codirigée par Jean-Baptiste Rivoire, initialement dénommée Lundi Investigation, en complément de l'émission 90 minutes (1999-2006), fondée par Paul Moreira avec Jean-Baptiste Rivoire, tous deux anciens de l'Agence Capa. Paul Moreira fonde ensuite l'agence de presse télévisée Premières Lignes.

## Financement
Le 1er novembre est diffusé le premier épisode d’une série consacrée à Emmanuel Macron, refusé par des chaines de télévision, mais accessible sur la web télé Blast, de Denis Robert, où elle est vue par près de 1,4 million de personnes. Afin de financer les autres épisodes de cette série, une souscription est lancée le 11 novembre sur la plateforme de financement participatif KissKissBankBank. Début janvier, plus de 3 500 internautes ont choisi d'y participer avec un montant moyen d'une cinquantaine d'euros, représentant une collecte de 200 000 euros.
Hébergée dans l'immeuble des anciens locaux de Charlie Hebdo, Off Investigation emploie trois journalistes et un chef monteur.

## Enquêtes et dossiers notables
Off Investigation se fait connaître par son enquête sur les liens entre le secrétaire général de l'Élysée Alexis Kohler et la société Mediterranean Shipping Company (MSC), numéro 2 mondial du fret maritime, réalisé par le journaliste de Off Investigation Yanis Mahmdi.
Mathias Enthoven, directeur des programmes de la web TV Blast, diffuse ce documentaire, et explique que cette diffusion par Blast représente une coopération entre médias indépendants permettant de faire face aux pouvoirs économiques et politiques « plus efficacement, via un réseau de résilience, de solidarité, d'indépendance, de résistance ».
Ce documentaire est le premier d'une série sur la présidence d'Emmanuel Macron, intitulée « Emmanuel, un homme d'affaires à l'Elysée », et en mars 2022, Off Investigation publie le huitième épisode, qui concerne d'éventuels gros gains réalisés par le futur président de la République lors du rachat par Nestlé d'une branche de Pfizer à hauteur de 9 milliards d'euros. La vidéo est vue 220 000 fois en moins de 24 heures. D'après Radio France, le reportage manque de preuves pour démontrer qu'Emmanuel Macron aurait dissimulé une partie des gains réalisés lorsqu'il travaillait dans la banque Rothschild.
Au printemps et à l'été 2023, Off Investigation mène une enquête historique sur le rôle joué dans l'émergence en 1977 de l'apologie de la pédophilie en France, par des amis proches de l'écrivain Gabriel Matzneff, notamment Bertrand Boulin, fils du ministre du travail Robert Boulin. Matzneff se plaint fin 1976 de n'avoir pas été soutenu lors de son invitation dans l'émission Apostrophes, et révèle l'affaire de Versailles en masquant les faits pédocriminels ayant causé trois ans détention préventive aux trois inculpés, qu'une pétition appelle ensuite à soutenir en janvier 1977, le mois où parait La Charte des enfants, livre de trois animateurs d'une émission sur Europe1, Jean-Michel Desjeunes, Philippe Alfonsi et Bertrand Boulin, très proche ami de Gabriel Matzneff. Le livre demande l'abrogation du délit de détournement de mineurs, tandis que Guy Hocquenghem appelle discrètement les philosophes à signer la pétition secrètement rédigée par son ami Matzneff. Le même mois, Jean-Luc Hennig commence à écrire dans Libération sur le corps érotique de l'enfant, même si « ça faisait un peu scandale dans la rédaction », tout en prenant un charge une rubrique « courrier des lecteurs » désormais gratuite et progressivement ouverte aux contenus pédophiles.